# Johan August Brinell
Johan August Brinell, född 21 juni 1849 i Bringetofta socken söder om Nässjö, Jönköpings län (Småland), död 17 november 1925 i Hedvig Eleonora församling, Stockholm, var en svensk metallurg.
Mest känd är Brinell för Brinells kulprovningsmetod som mäter en metalls hårdhet, enligt en mätskala som kallas Brinellhårdhet. Viktigare ändå är Brinells forskning på 1880-talet om stålets texturförändringar, en forskning som lade grunden till metallografin.

## Biografi
Brinells föräldrar var lantbrukare. Han gick fem år i Jönköpings läroverk och fortsatte till Tekniska Elementarskolan i Borås, där han tog examen 1871. Därefter gjorde han karriär som ingenjör, först vid Nydqvist & Holm i Trollhättan, därefter (1872) i Finspång varifrån Carl Ekman 1875 rekommenderade honom för sin bror Gustaf Ekman, som drev Lesjöfors Bruk. Brinell gifte sig 1880 med Selma Josephina Elisabet Nilson och fick fem barn med henne. Mellan 1882 och 1903 var Brinell överingenjör vid Fagersta Bruk, vars produktion han lyckades fördubbla. Mellan 1903 och 1914 var han överingenjör vid Jernkontoret i Stockholm och deltog i redaktionen för tidskriften Jernkontorets annaler. Hans forskning kring stålets egenskaper presenterades vid Stockholmsutställningen 1897 och världsutställningen i Paris 1900. Från 1902 var han ledamot av Vetenskapsakademien och från 1919 av Ingenjörsvetenskapsakademien. 1908-? var han knuten till Tekniska Högskolans materialprovningsanstalt, som senare kom att utgöra Statens provningsanstalt. Mot slutet av sitt liv var han bosatt i Nässjö, nära den nuvarande hembygdsparken.

## Företeelser och platser namngivna efter Brinell
Ingenjörsvetenskapsakademien delar sedan 1936 ut Brinellmedaljen för framstående insatser inom de material- och bergsvetenskapliga områdena.

### Kungliga Tekniska Högskolan
- På Brinellvägen på KTH-området i Stockholm ligger bl.a. enheterna för materialteknik och maskinteknik.
- Den årliga mässa som KTH anordnar tillsammans med Jernkontoret för att marknadsföra utbildning i materialteknik kallas Brinelldagarna.
- Två centrumbildningar för materialteknik finns, Brinellcentret  och Brinellcentrum - oorganiska gränssnitt .

### Övriga Sverige
Han har gett namn åt Brinellgymnasiet och dess järnvägshållplats Brinellskolan, Brinells högstadium och Brinellgatan i Nässjö samt gymnasiet Brinellskolan i Fagersta. Brinellgatan finns också i Borås där RISE Research Institutes of Sweden huserar.

## Utmärkelser
- 1900: Grand prix vid världsutställningen i Paris
- 1900: Polhemsmedaljen av Svenska Teknologföreningen, för sin metod att bestämma metallers hårdhet.
- 1907: Bessemermedaljen i guld från The Iron and Steel Institute, London
- 1907: hedersdoktor vid Uppsala universitet
- 1914: belöningsjetton i guld från Jernkontoret, dess främsta utmärkelse
- 1921: Rinmansmedaljen i guld från Jernkontoret, för avhandlingen om nötning

### Ordnar
- Kommendör av första klassen av Nordstjärneorden, 30 september 1914.[9]
- Riddare av första klassen av Vasaorden, 1896.[10]
- Riddare av Franska Hederslegionen, senast 1915.[9]

## Skrifter
- "Om ståls texturförändringar under uppvärmning och afkylning", publicerad i Jernkontorets annaler, 1885, översatt till 20 språk
- Hållfasthetsprof och andra undersökningar å diverse metaller och ämnen. På bekostnad af Fagersta bruks aktiebolag, utförda till Pariserutställningen 1900, 1901
- Om kolorimetriska kolprof och kulprof såsom kontrollmetoder vid ståltillverkningen, 1904
- Seghärdning af götmetall med särskildt fästadt afseende på järnvägsmaterial. Föredrag vid jernkontorets tekniska diskussionsmöte den 31 maj 1905, 1905
- Om Cowper-Coles' elektrolytiska metod för framställning af plåt och rör m.m. af järn, 1912
- Vår torvfrågas nuvarande läge. Föredrag vid Jernkontorets tekniska diskussionsmöte den 31 maj 1916, 1916
- Undersökning rörande järns och ståls samt en del andra kroppars förmåga att motstå nötning, 1921